# مهدی حسن (خواننده)
مهدی حسن (به اردو: مہدی حسن) مشهور به «شَهنَشاهِ غزل» آوازخوان مشهور پاکستانی بود. وی به غیر از پاکستان در هند و افغانستان نیز از محبوبیت زیادی برخوردار بود. او در طول دوران خوانندگی‌اش آهنگ‌هایی با اشعار فارسی از شاعران پارسی‌سرایی چون بی‌دل نیز خوانده‌است.
لتا منگیشکر، آوازخوان پر آوازه هندی، آهنگ‌های او را شبیه «صدای خدا» تشبیه کرده است.